# Macrodactylus subspinosus
Macrodactylus subspinosus är en skalbaggsart som beskrevs av Fabricius 1775. Macrodactylus subspinosus ingår i släktet Macrodactylus och familjen Melolonthidae. Inga underarter finns listade i Catalogue of Life.

## Bildgalleri

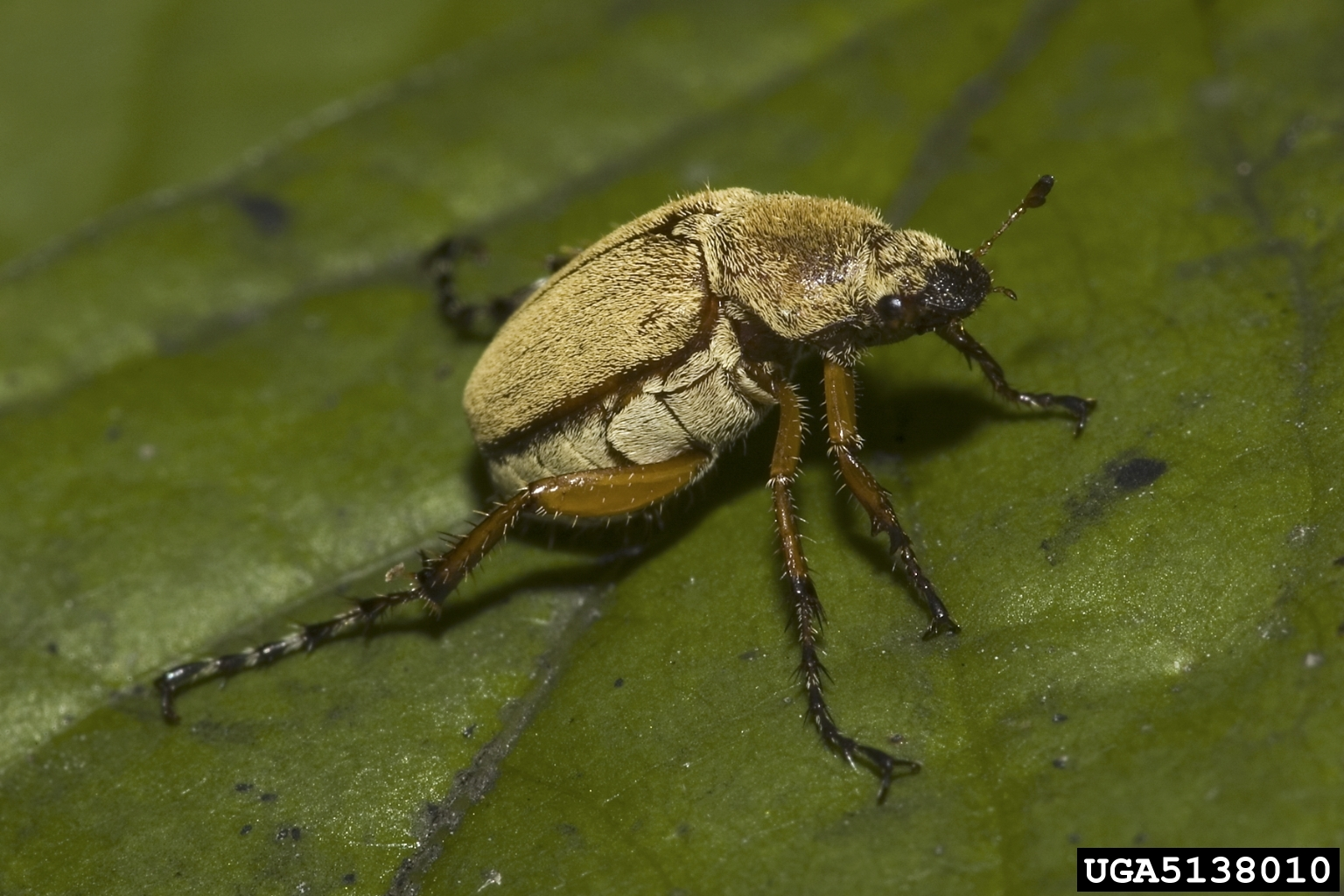
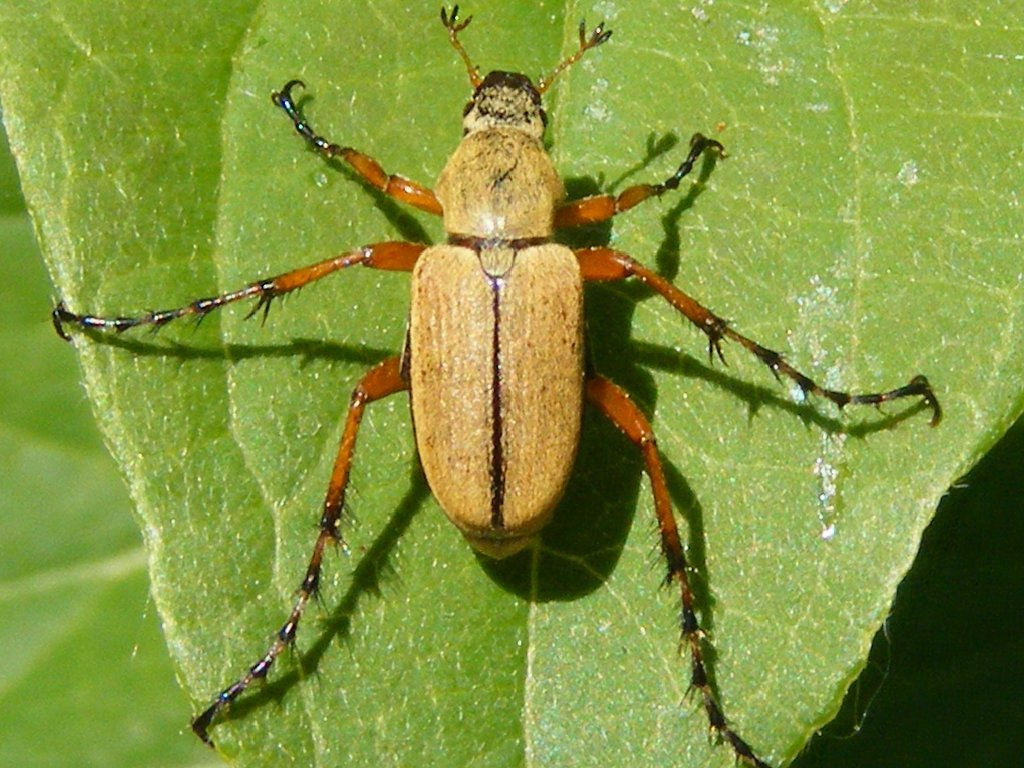
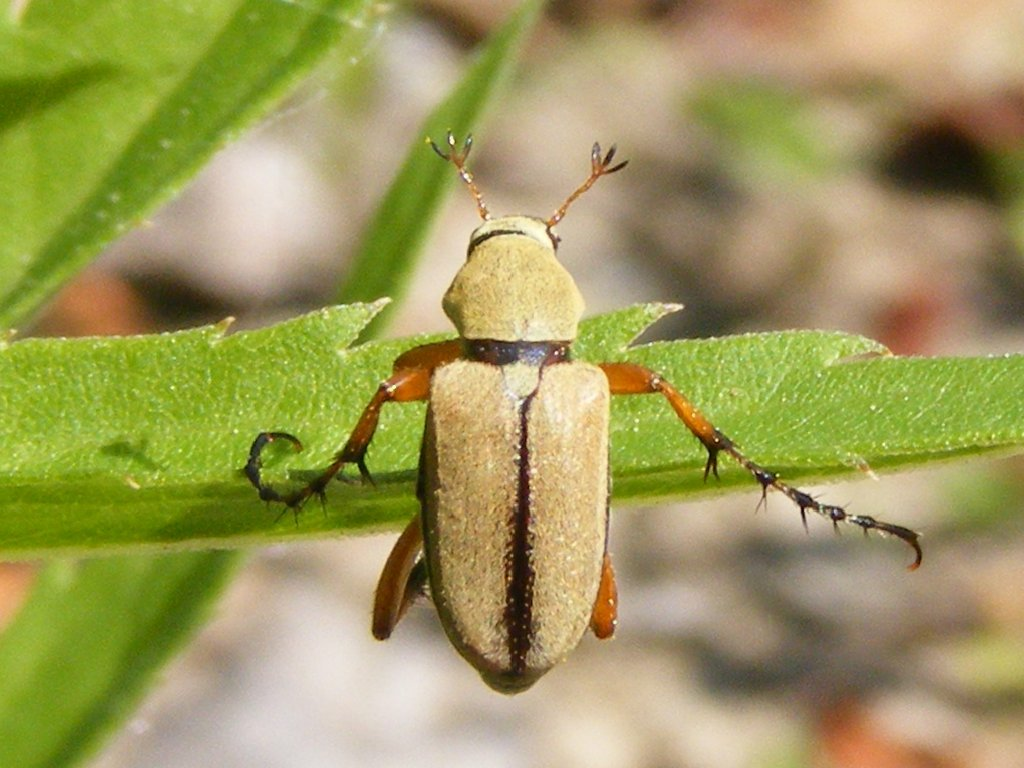
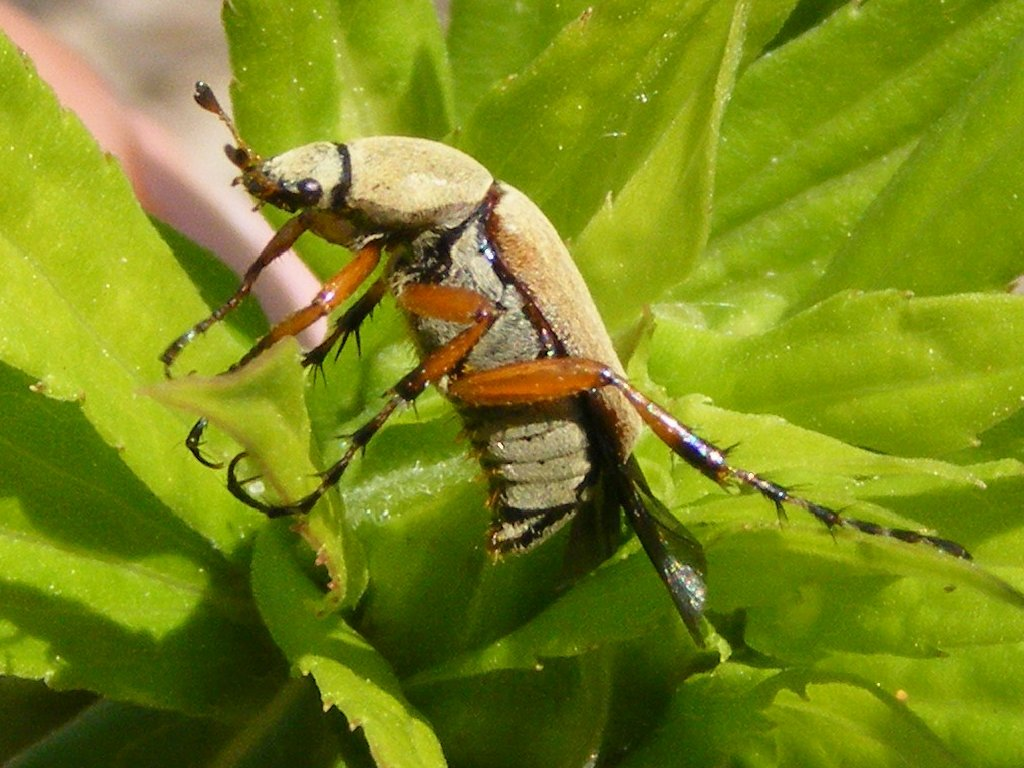
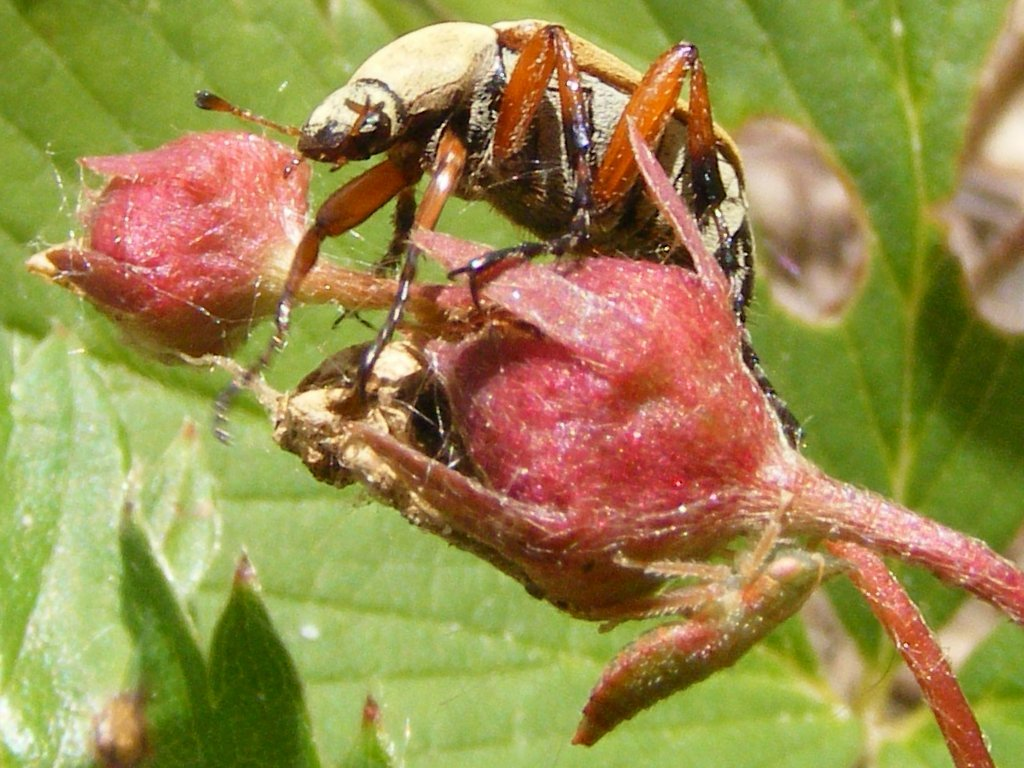
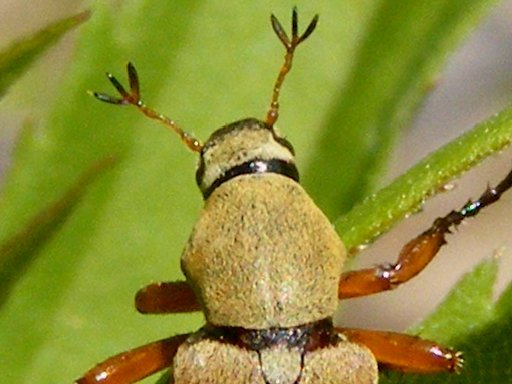